# Cantone di Lunéville-2
Il Cantone di Lunéville-2 è una divisione amministrativa dell'Arrondissement di Lunéville e dell'Arrondissement di Nancy.
È stato costituito a seguito della riforma approvata con decreto del 26 febbraio 2014, che ha avuto attuazione dopo le elezioni dipartimentali del 2015.

## Composizione
Comprende parte della città di Lunéville e i 53 comuni di:
- Barbonville
- Bayon
- Blainville-sur-l'Eau
- Borville
- Brémoncourt
- Chanteheux
- Charmois
- Clayeures
- Damelevières
- Domptail-en-l'Air
- Einvaux
- Essey-la-Côte
- Ferrières
- Fraimbois
- Franconville
- Froville
- Gerbéviller
- Giriviller
- Haigneville
- Haudonville
- Haussonville
- Hériménil
- Lamath
- Landécourt
- Lorey
- Loromontzey
- Magnières
- Mattexey
- Méhoncourt
- Moncel-lès-Lunéville
- Mont-sur-Meurthe
- Moriviller
- Moyen
- Rehainviller
- Remenoville
- Romain
- Rosières-aux-Salines
- Rozelieures
- Saffais
- Saint-Boingt
- Saint-Germain
- Saint-Mard
- Saint-Rémy-aux-Bois
- Seranville
- Tonnoy
- Vallois
- Vathiménil
- Velle-sur-Moselle
- Vennezey
- Vigneulles
- Villacourt
- Virecourt
- Xermaménil